# Kuala Leuge
Kuala Leuge is een bestuurslaag in het regentschap Aceh Timur van de provincie Atjeh, Indonesië. Kuala Leuge telt 948 inwoners (volkstelling 2010).